# ディーコン・ジョーンズ
ディーコン・ジョーンズ（Deacon Jones、1938年12月9日 - 2013年6月3日）は、アメリカ合衆国フロリダ州イートンヴィル出身のアメリカンフットボールの元選手である。ディフェンシブエンドとして、1961年シーズンから1973年シーズンまでロサンゼルス・ラムズ、サンディエゴ・チャージャーズ、ワシントン・レッドスキンズで14年間プレーした。1980年にプロフットボール殿堂入りした。
ジョーンズはQBサックのスペシャリストであり、QBサックの名付け親としても知られる。ロサンゼルス・タイムズはジョーンズを「ラムズ史上最優秀選手」と称え、元ラムズのヘッドコーチのジョージ・アレンは「現代フットボールで史上最高のディフェンシブエンド」と称えている。